# Imeria formosana
Imeria formosana är en stekelart som först beskrevs av Tohru Uchida 1930.  Imeria formosana ingår i släktet Imeria och familjen brokparasitsteklar. Inga underarter finns listade i Catalogue of Life.